# Charly Gaul
Charly Gaul, född 8 december 1932 i Pfaffenthal, död 6 december 2005, var en luxemburgsk tävlingscyklist som var ledande inom sporten på 1950-talet.
Gaul var en bergsspecialist som under Tour de France 1958 fick smeknamnet L'Ange de la montagne, "Bergsängeln", då han vann Touren totalt och tog fyra etappsegrar. Han var också framgångsrik i Giro d'Italia där han vann 1956 och 1959. Gaul var känd för att köra bra i kallt och regnigt väder då han ofta attackerade sina rivaler. Han var också känd för sin höga pedalfrekvens i en tid då detta var mycket ovanligt.

## Andra meriter
Charly Gaul vann de luxemburgska nationsmästerskapen i linjelopp 1956, 1957, 1959, 1960, 1961 och 1962. Han vann också Luxemburg runt 1956, 1959 och 1961. Tidigare under sin karriär vann han Circuit des 6 Provinces 1954 och Tour du Sud-Est 1955.

## Tidiga karriären
Charly Gaul slutade tvåa i Österrike runt 1952. Han vann sin första professionella tävling 1953, en tävling som hölls i hemlandet Luxemburg. Samma år slutade han tvåa i Critérium du Dauphiné Libéré efter fransmannen Lucien Teisseire. Han vann de luxemburgska nationsmästerskapen i linjelopp för första gången 1956, en tävling som han vann sex gånger under sin karriär; 1956, 1957, 1959, 1960, 1961 och 1962. Gaul tog bronsmedaljen i världsmästerskapens linjelopp 1954.
Gaul deltog i sin första Tour de France 1953, men avslutade tävlingen efter den sjätte etappen. Året därpå startade han återigen tävlingen men var åter tvungen att avsluta loppet innan målet. 1955 slutade Gaul trea i tävlingen och vann två etapper samt bergsmästartröjan. 
1956 vann Gaul Giro d'Italia plus tre etapper under tävlingen. Han åkte sedan till Tour de France och efter sex dagars tävlande var han en halvtimme efter ledaren. Själv trodde han att han kunde ta in dessa minuter i bergen. Gaul vann bergstävlingen igen, samt två etapper, men han lyckades bara placera sig på 13:e plats i tävlingens sammanställning. 
Gaul startade Tour de France 1957 men efter bara två dagars tävlande åkte han hem igen.

## 1958
Året därpå var Gaul bestämd att han skulle vinna Tour de France och inte behöva avsluta loppet innan målet. Han slutade trea på Giro d'Italia det året. Under Tour de France vann han fyra etapper, av vilka tre var tempolopp, bland annat ett tempolopp uppför stigningen Mont Ventoux. Gaul vann Tour de France efter att på den sista dagen i Alperna ha attackerat och tagit 15 minuter på ledaren av tävlingen, Raphaël Géminiani, vid målet i Aix-les-Bains.

## 1959
Under 1959 vann Charly Gaul Luxemburg runt och de luxemburgska nationsmästerskapen. Han vann också Giro d'Italia där han även vann bergspristävlingen och tre etapper. Han misslyckades dock med att ta ytterligare en seger i Tour de France, utan slutade på 12:e plats.

## 1960–1965
Gaul slutade trea i Giro d'Italia 1960 och vann en etapp under loppet. Han deltog inte i Tour de France 1960 men återvände året därpå och slutade på tredje plats och tog en etappseger. Inför den sista etappen låg Gaul på andra plats efter Jacques Anquetil, men när Guido Carlesi bröt traditionen och attackerade under Tour de France allra sista kilometer förlorade Gaul fyra sekunder på honom och flyttades därmed ned till tredje plats i tävlingen. Tidigare under säsongen 1961 slutade Gaul fyra i Giro d'Italia.
1962 var det första året när Tour de France innehöll blandade lag, i stället för nationella. Charly Gauls stall var inte ett av de starkare under tävlingen. På grund av att Gaul kom från ett litet land så placerades han tidigare oftast i mixade stall. Gaul deltog i Tour de France för sista gången 1963 men var återigen tvungen att avbryta tävlingen. Han tog inte heller hem några etappsegrar under loppet.
Gaul avslutade sin karriär efter säsongen 1963. Han gjorde en comeback 1965 men tog inga segrar och lade åter ned sin cykelkarriär året därpå. 

## Efter karriären
När karriären var slut började Gaul att jobba på ett järnvägskafé under sex månader men bosatte sig sedan på annan ort och var han befann sig var okänt under flera år. När han åter upptäcktes bodde han ute i Ardennernas skog. 1989 blev Charly Gaul inbjuden för att visa upp sig igen på Tour de France när tävlingen kom till Luxemburg. Därefter började han att följa cykling igen och var gäst på flera tävlingar. Han avled den 6 december 2005, två dagar innan sin 73:e födelsedag.

## Meriter
Tour de France
 Totalseger – 1958
 Bergspristävlingen – 1955, 1956
10 etapper
Giro d'Italia
 Totalseger – 1956, 1959
 Bergspristävlingen – 1956, 1959
11 etapper
 Nationsmästerskapens linjelopp – 1956, 1957, 1959, 1960, 1961, 1962